# 博泰伊-桑
博泰伊-桑（法語：Beautheil-Saints，法語發音：[botɛj sɛ̃]）是法国塞纳-马恩省的一个市镇，属于莫城区。该市镇于2019年由原市镇博泰伊和桑村合并而成，行政中心位于桑村。

## 地理
博泰伊-桑（48°42'20"N, 3°3'5"E）面积38.41 平方千米，位于法国法蘭西島大區塞纳-马恩省，该省份为法国北部内陆省份，北起瓦兹省，西接埃松省、马恩河谷省、塞纳-圣但尼省和瓦兹河谷省，南至卢瓦雷省，东南接约讷省，东临马恩省和奥布省，东北接埃纳省。
与博泰伊-桑接壤的市镇（或旧市镇、城区）包括：莫佩尔蒂、圣奥古斯坦、法尔穆捷、图坎、布里地区沃杜瓦、阿米伊、布里地区沙伊、庫洛米耶、穆鲁、比耶尔地区沙伊。
博泰伊-桑的时区为UTC+01:00、UTC+02:00（夏令时）。

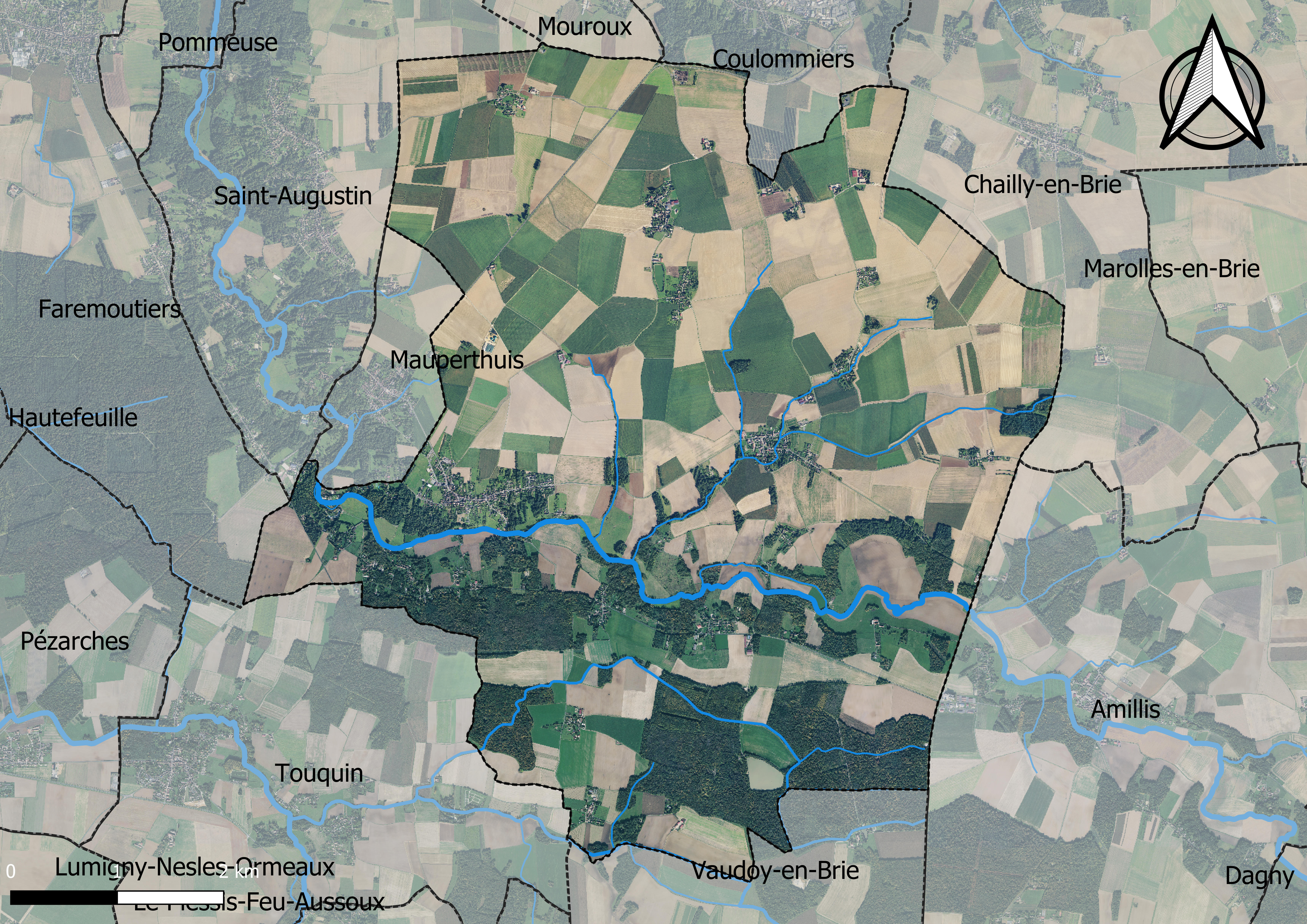
博泰伊-桑的卫星地图

## 行政
博泰伊-桑的邮政编码为77120，INSEE市镇编码为77433。

## 政治
博泰伊-桑所属的省级选区为库洛米耶县。

## 人口
博泰伊-桑于2022年1月1日时的人口数量为2064人。